# Nelly Roussel
Nelly Roussel (París, 5 de enero de 1878 – ibídem, 18 de diciembre de 1922) fue una librepensadora, anarquista y feminista francesa. Como defensora del neomalthusianismo y del feminismo, abogó por el control de la natalidad en Europa frente a otras posiciones en pro de las mujeres y la maternidad en el marco del sistema capitalista europeo. 

## Biografía

### Primeros años
Roussel nació en Francia, hija de Louise Nel Roussel y de Léon Roussel. En su obra no menciona a su padre en detalle, quien murió en 1894. Al poco tiempo de haber fallecido su progenitor, su madre volvió a contraer matrimonio con Antonin Montupet. Roussel también tenía una hermana nacida en 1880, Andrée Roussel.

### Activismo y relaciones personales

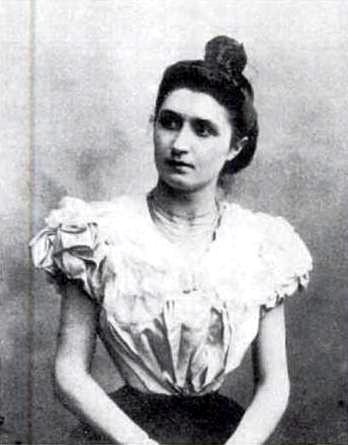
Nelly Roussel en 1896.

Roussel se convirtió en la primera portavoz feminista a favor del control de la natalidad en Europa. Era defensora del neomalthusianismo. Los seguidores de este movimiento, liderado por Paul Robin, creían que el control de la natalidad era la respuesta para prevenir un desastre natural, la pobreza y el sufrimiento, por lo que proponían controlar el crecimiento de la población de manera artificial. Roussel difundió sus mensajes sobre el control de la natalidad, la maternidad, el rol de la mujer en el sistema capitalista y los derechos de la mujer en el hogar, a través de conferencias, periodismo y teatro. En un discurso que dio el 9 de abril de 1904, Roussel defendió que su intención era luchar por la "libertad en, para, o de la maternidad". Contó con apoyo, pero la resistencia política a su mensaje dejó entrever percepciones conservadoras sobre temas de género entre los franceses. Roussel fue una activista política.
La Primera Guerra Mundial dejó un millón ochocientos mil muertos en Francia, por lo que el gobierno conservador había lanzado una campaña para incrementar la población, llegando a aprobar en 1920 una ley que castigaba la incitación al aborto y la propaganda anticonceptiva. Nelly Roussel respondió convocando a una « huelga de vientres »: no más niños « para el capitalismo, que hace carne del trabajo y que explota la carne para saciar su placer ». Roussel añadió, « la maternidad no es noble ni consciente, no es dulce ni deseada; conseguida por instinto y sufrida por necesidad, no es más que una función animal o una prueba dolorosa ».
Roussel contrajo matrimonio con Henri Godet, muy involucrado en la organización de su trabajo, si bien no la acompañaba en sus viajes. Aunque muchos de sus discursos aluden a su falta de deseo por tener hijos y a medidas activas para prevenir la maternidad, Roussel tuvo tres hijos: Mireille, una niña nacida en 1899, André, un varón nacido en 1901 y cuyo nombre rinde homenaje a su hermana, y Marcel, nacido en 1904. Su primer hijo, André, murió poco después de haber nacido, en 1902, lo que sumió a Roussel en una profunda depresión. Cuando se dio cuenta de que estaba embarazada de su tercer hijo, se puso en contacto con un médico para prevenir o reducir el dolor del parto. Si bien la anestesia para el trabajo de parto no estaba recomendada y no se enseñaba en la época, Roussel dio con el Dr. Lucas, quien estaba dispuesto a trabajar con ella. Roussel no sabía, sin embargo, que los métodos de Lucas habían ocasionado la muerte a varias mujeres y niños. Pese a ello, Roussel y su hijo sobrevivieron, lo que reafirmó su convicción en que la ciencia y la sociedad podían crear un parto sin dolor, liberando a las mujeres de embarazos no deseados, y haciendo de la maternidad algo más ameno. Roussel estuvo medianamente involucrada en la crianza de sus hijos, delegando muchas tareas en sus padres y en su hermana.

### Últimos años y muerte
Roussel falleció a causa de la tuberculosis cuatro años después de haber terminado la Primera Guerra Mundial. Fue muy activa en su lucha por darle a las mujeres control sobre sus cuerpos y sobre su sexualidad. Su posición radical sobre los derechos de la mujer no tuvo reconocimiento hasta pasados setenta y cinco años de su muerte. Roussel formó parte de la primera ola del feminismo y habló sobre temas de interés público pero también del ámbito doméstico. Sus escrituras se conservan en la Biblioteca Marguerite Durand.
Fue iniciada en la masonería en la "Grande Loge Symbolique Ecossaise", una ordenanza libertaria conocida por ser de las primeras en admitir mujeres en la Francia del siglo XIX.

## Publicaciones
Roussel contribuyó a su causa con un ensayo titulado Le Néo-malthusisme est-il moral?
Asimismo, escribió un buen número de libros, algunos de los cuales se publicaron de forma póstuma:
- Pourquoi elles vont à l'église: comédie en un acte, Paroles de combat et de paix, Quelques discours (1903),
- Quelques lances rompues pour nos libertés (1910),
- Paroles de combat et d'espoir (1919),
- Ma forêt (1920),
- Trois conférences (1930, póstumo),
- Derniers combats (1932, póstumo),
- L'eternelle sacrifiée (1979, póstumo).